# Гляденский сельсовет
Гля́денский сельсовет — муниципальное образование (сельское поселение) в Назаровском районе Красноярского края. Административный центр — посёлок Глядень.

## География
Гляденский сельсовет находится южнее районного центра. Удалённость административного центра сельсовета — посёлка Глядень от районного центра — города Назарово составляет 50 км.

## История
Гляденский сельсовет наделён статусом сельского поселения в 2005 году.

## Население
| 2010 | 2012  | 2013  | 2014  | 2015  | 2016  | 2017  |
| ---- | ----- | ----- | ----- | ----- | ----- | ----- |
| 2598 | ↘2576 | ↘2568 | ↘2560 | ↘2530 | ↘2510 | ↘2503 |

Гендерный состав
По данным Всероссийской переписи населения 2010 года 1235 мужчин и 1363 женщины из 2598 чел.

## Состав сельского поселения
В состав сельского поселения входят 9 населённых пунктов:
| № | Населённый пункт | Тип населённого пункта          | Население |
| - | ---------------- | ------------------------------- | --------- |
| 1 | Антропово        | село                            | 424       |
| 2 | Глядень          | посёлок, административный центр | 1138      |
| 3 | Голубки          | посёлок                         | 128       |
| 4 | Зарянка          | посёлок                         | 132       |
| 5 | Зелёная Горка    | посёлок                         | 91        |
| 6 | Кибитень         | село                            | 282       |
| 7 | Петровка         | деревня                         | 31        |
| 8 | Прогресс         | деревня                         | 129       |
| 9 | Степноозерка     | деревня                         | 243       |